# Cyatholipidae
Los ciatolípidos (Cyatholipidae) son  una familia de arañas araneomorfas, que forman parte de la superfamilia de los araneoideos (Araneoidea), junto con  trece familias más entre las que, por su número de especies hay que  destacar: Linyphiidae, Araneidae, Theridiidae, Tetragnathidae y Nesticidae.
Fueron descubiertas a finales del siglo XIX en África. Viven en bosques de montaña, en ambientes húmedos, aunque algunas especies, como Scharffia rossi, son propias de hábitats más secos, como la sabana. La mayoría de los ciatolípidos hacen telarañas en sábana.

## Distribución
Muchas de las especies ocupan grandes zones de África y Madagascar. Algunas se encuentran en Nueva Zelanda y Australia oriental y una, Pokennips dentipes, es de Jamaica.

## Sistemática
Con la información recogida hasta el 31 de diciembre de 2011, esta familia cuenta con 58 especies descritas comprendidas en 23 géneros:
- Alaranea Griswold, 1997 (Madagascar)
- Buibui Griswold, 2001 (África)
- Cyatholipus Simon, 1894 (Sudáfrica)
- Hanea Forster, 1988 (Nueva Zelanda)
- Ilisoa Griswold, 1987 (Sudáfrica)
- Isicabu Griswold, 1987 (África)
- Kubwa Griswold, 2001 (Tanzania)
- Lordhowea Griswold, 2001 (Isla de Lord Howe)
- Matilda Forster, 1988 (Australia)
- Pembatatu Griswold, 2001 (África)
- Pokennips Griswold, 2001 (Jamaica)
- Scharffia Griswold, 1997 (África)
- Teemenaarus Davies, 1978 (Australia)
- Tekella Urquhart, 1894 (Nueva Zelanda)
- Tekellatus Wunderlich, 1978 (Australia)
- Tekelloides Forster, 1988 (Nueva Zelanda)
- Toddiana Forster, 1988 (Australia)
- Ubacisi Griswold, 2001 (Sudáfrica)
- Ulwembua Griswold, 1987 (África, Madagascar)
- Umwani Griswold, 2001 (África)
- Uvik Griswold, 2001 (África)
- Vazaha Griswold, 1997 (Madagascar)
- Wanzia Griswold, 1998 (Camerún, Bioko)